# Baie du Canot Rouge
Pour les articles homonymes, voir canot (homonymie).
La Baie du Canot Rouge est une baie du Réservoir Taureau, dans le territoire non organisé de Baie-de-la-Bouteille, dans la municipalité régionale de comté (MRC) de Matawinie, dans la région administrative de Lanaudière, au Québec, au Canada.
Dès le milieu du XIXe siècle, la foresterie a été l'activité économique prédominante dans le secteur. Dès le XXe siècle, les activités récréotouristiques ont été mises en valeur. Ce plan d'eau est très réputé pour la navigation de plaisance.
La surface du lac est généralement gelée de novembre à avril; néanmoins, la circulation sécuritaire sur la glace est habituellement de la mi-décembre à la fin mars.

## Géographie
Longue de 6,0 km (orientée vers le sud-ouest), la "Baie du Canot Rouge" est située au nord-est du Réservoir Taureau. Cette baie est située à la limite ouest de la Réserve faunique Mastigouche.
La baie reçoit sur sa rive ouest les eaux du ruisseau René et de l'est, la décharge du lac de la Pomme.

## Toponymie
Le toponyme "Baie du Canot Rouge" a été officialisé le 5 décembre 1968 à la Banque des noms de lieux de la Commission de toponymie du Québec.